# Хрущево-Тырново
Хрущёво-Ты́рново — деревня в Старожиловском районе Рязанской области России, входит в Старожиловское городское поселение.
Расположена на реке Радочь (приток Истьи) в 38 км к югу от центра Рязани.

## История
Хрущёво упоминается в окладных книгах 1676 года при описании села Никитинского и Кирилловской церкви, в приход которой входила деревня. Всего в Никитинском и Хрущёве в то время было 65 дворов. В 1859 году в деревне было 80 дворов, в которых проживали 505 человек. Помимо земледелия, местные крестьяне занимались дублением кож, а также направлялись на заработки в Москву и Санкт-Петербург. В 1885 году Никитинский приход насчитывал 1557 человек (мужчин — 720, женщин — 837), из которых 150 были грамотными.
До первой половины XX века деревня носила название Хрущёво, затем была переименована для различия с другой деревней Хрущёво (ныне входит в Ленинское сельское поселение Старожиловского района).

## Население
| 1859 | 1897 | 1906  | 2010 | 2023 |
| ---- | ---- | ----- | ---- | ---- |
| 505  | ↗769 | ↗1053 | ↘19  | ↘8   |

## Достопримечательности
В деревне сохранился ряд каменных домов конца XIX — начала XX века, выстроенных из кирпича местного производства.
Хрущёво-Тырновский клад из 228 серебряных куфичесских монет (дирхамов), найденный недалеко от реки Истья рядом деревней Хрущёво-Тырново, по самым молодым монетам датируется второй половиной 870-х годов.